# Phare de Leça
Le phare de Leça (aussi appelé Phare de Boa Nova) est un phare situé dans la freguesia de Leça da Palmeira de la ville de Matosinhos, dans le district de Porto (Région Nord du Portugal).
Il est géré par l'autorité maritime nationale du Portugal à Oeiras (Grand Lisbonne).

## Histoire
Entre 1916 et 1926, un premier phare appelé Farolim da Boa Nova a fonctionné à cet endroit. C'était une tour carrée d'environ 12 m, surmontée d'une lanterne verte émettant une lumière blanche fixe. Il a été abandonné et remplacé par le phare actuel.
C'est une haute tour conique en béton armé blanc avec des bandes noires étroites, avec une galerie et une lanterne rouge, attenante à des bâtiments annexes. Elle est située entre les rivières Ave et Douro, à environ deux kilomètres au nord de l'embouchure de la rivière Leça où est implanté le port artificiel de Leixões. Dans un bâtiment annexe se trouve un petit musée sur le thème des phares.
Une balise radio est entrée en service de 1938 jusqu'en 2001. En 1964, il a été électrifié et doté d'une lampe de 3.000 w, visible jusqu'à 60 milles nautiques (environ 95 km). En 1979, il a été autonomisé et doté d'un feu radiocommandé avec une puissance réduite à 1.000 W. En 2005, le phare a subi une grande restauration.
Sa lumière blanche a une portée maximale de 28 milles nautiques (environ 45 km).
Identifiant : ARLHS : POR029 ; PT-070 - Amirauté : D2032 - NGA : 3236.
|                  |
| Leça da Palmeira |

|             |
| La lanterne |

### Lien connexe
- Liste des phares du Portugal